# ウィリアム・ウォレス・ウェブ
ウィリアム・ウォレス・ウェブ（William Wallace Webb、1919年5月11日-1997年10月15日）は、Qabalistic Alchemist Churchのアメリカの創設者。
Alchemist Churchはネオグノーシス主義の司教の称号であるFrater DamonまたはNemo Damonによってより一般的に知られている、Frater Achad（Charles Stansfeld Jones）のQabalistic attributionsに沿った秩序構造として組織されている。
現在は新しいAeon English Qabala（NAEQ）としても知られている。

## 生涯
ウィリアムは1919年5月11日にワシントン州シアトルで生まれた。 1941年7月にアメリカ海兵隊に入隊し、砲兵の前方観測員を務めた。 彼はソロマン諸島、ガダルカナル島、および第二次世界大戦中の他のイベントでの操作に参加した。 4年後の1944年、ラモーナでマーガレット・ティニンと結婚した。 そして1950年、彼は神秘主義の練習を始め、オカルトに手を出し始めた。
最終的に、ウェッブは独立したカトリック司教、ローウェル・ポール・ワドルによって執事に任命されたそして、アメリカ-カトリック教会で長老派に叙任され、最終的には独立カトリック司教ローウェル・ポール・ワドルとネオ-グノーシス主義の司教ステファン・A・ホーラー博士と親交を結んだ。 妻のマリー・アン、アンソニー・フィッシャー、シュリーブスとともに、"Philosophic Gnostic Hermetic Society"を設立し、シュリーブスに引き継がれたPGHSと呼ばれるようになった。
1960年4月1日、ウェッブはフレーター・ロバートゥス（ロバート・ダンラップ）とその仲間たちとともに、フレーター・アハド（チャールズ・スタンスフェルド・ジョーンズ）に触発されて、Quabalistic Alchemist Churchを設立した。 その後まもなく。 スタイルのタイトルは、qblh、Qabalistic錬金術師の教会に賛成して、イニシャル"QAA"の物語"AA"とともに一般の検討から削除された。 QBLHは、しかし、AのAchadのビジョンに密接に似た何かを教えるために続けた。カリキュラムは、新しいイオンカバリスティックの解釈に基づいて改訂され、法の本と、難解な伝統からの出発のアチャドのポイントに従って復元されたいのちの木。
その後、ウェッブはアメリカ・カトリック教会と使徒聖公会の司教であったローウェル・ポール・ワドルに連絡を取った。
ウェッブは最終的に、"イエスとユダの謎"というタイトルのような彼のアイデアの複数の概要を書くことに着手したこの文書では、ウェッブはヘブライ語のイエス・キリストの名前は彼のQabalistic暗号によれば326まで加算され、イスカリオテのユダの名前は30まで加算されると主張している。 したがって、彼はキリストが326+30=356としてユダだけを通してfufilledされていると主張し、彼は"宇宙の生命の数であると主張しています-今ここで-この物理的な平"
ウェッブがQabalistic Alchemical教会に関わっている間、彼は同性愛性魔法を宣伝したことで非常に知られており、それについて公然とPeter-Robert Königに手紙を書いた。 これが起こっている非常に知られている例の一つは、"トム"という名前で識別された30歳半の黒人男性と一緒でした。 ウェッブは、多くの場合、彼は他と持っていたこれらの同性愛者の出会いのためにBaphometに感謝しましたmen.
司教としての彼のタイトルに反して、ウェッブは実際に彼が彼の友人ピーター-R-ケーニッヒへの手紙で認めたWadleによってあらゆる種類の継承のいくつかのフォームに奉献されていることについてMichael Bertiaux、LullyとHoellerに嘘をついていました。 これについてのニュースが新グノーシス主義のサークル内で勃発したとき、ウェッブには多くの怒りがありました。 これにより、ホーラーのような何人かの人々が声明を出した。 これらの声明の一つは、1990年1月22日に日付を記入した手紙の中で、"L.P.Wadle司教がW.W.Webbを奉献したことは不可能であると考えています。"複数の他の苦情の中で。
ウィリアム・ブリーズは後に自分の手紙の中で、ウェッブが有効なカトリックの使徒継承の系統を得たと信じるようにウェッブにだまされたと不平を言い、ウェッブが"郵便、アストラル、またはその両方によって奉献されたことを気にしないと言っている。 など。 など。"この反応は、光のケーキを体、血、魂、そしてイエス-キリストの神性に奉献していると信じていた彼にとってのものであり、それはグノーシス派ミサがその役員に誘導するために設計された不可欠なエネルギーであると信じていた。"
ウェッブは自分自身を守るための試みのいくつかの並べ替えで、Wadleは彼に司教を奉献することを計画したが、彼は突然死んだので、彼はできなかった 彼はその後、1990年3月21日に日付を記入した手紙で、彼はすでにQ.A.教会の司教であったが、彼の仲間のすべての大きな疑いにつながった彼を奉献した人 彼はその後、彼はもはやネオグノーシス主義や独立したカトリック教会のいずれかの部分を望んでいないことを後悔し、特にOrdo Templi Orientisではない。
最終的に、ウェッブは1997年10月15日に亡くなった。